# Kenny Bee
Chung Chun-to (en chino: 鍾鎮濤, nacido el 23 de febrero de 1953), más conocido como Kenny Bee, es un músico, cantante, compositor y actor hongkonés, su familia es originaria de Xinhui, Guangdong, China. Formó parte de una banda musical cantopop llamado The Wynners, grupo que interpretaba temas musicales cantados en inglés y después inició su carrera musical en solitario, se mantuvo activo en la industria del entretenimiento artístico de Hong Kong durante casi tres décadas.

## Carrera
Bee debutó en la industria del entretenimiento de Hong Kong a partir de 1973, como miembro de una banda formada en la década de los años 1970, The Wynners, compartiendo tareas vocales con el cantante Alan Tam. Antes de unirse a The Wynners, fue vocalista y saxofonista de un circuito de clubes nocturnos de Hong Kong y brevemente lideró a una banda llamada  "The Sergeant Majors".

## Vida personal
En el plano personal, Bee tiene un hermano legítimo y otros seis medios hermanos y hermanas, su padre era un exagente de bienes raíces. Se casó con la actriz Teresa Cheung (章小蕙) en 1988, con quien tuvo un hijo llamado, Nicholas Bee, y una hija llamada, Chloe Bee. Su matrimonio terminó en un alto perfil de divorcio en 1999, con una serie de historias sobre sus relaciones extramaritales, como también los problemas financieros de muchos meses por venir. Bee se declaró en bancarrota personal en el 2002, su cuenta económica se había expirado el 17 de octubre de 2006. En la actualidad vive con su segunda esposa llamada Jiang Fan, con quien tiene dos hijas.
En diciembre del 2007, Bee publicó su autobiografía titulada, "MacDonnell Road", la venta de su libró fue uno de los más vendidos en Hong Kong.

## Filmografía
| Año  | Título                           | Personaje        | Notas                    |
| ---- | -------------------------------- | ---------------- | ------------------------ |
| 1975 | Let's Rock                       |                  |                          |
| 1976 | Gonna Get You                    |                  |                          |
| 1977 | Rainbow in My Heart              |                  |                          |
| 1977 | Chelsia, My Love                 |                  |                          |
| 1978 | Making It                        |                  |                          |
| 1979 | The Story of a Small Town        |                  |                          |
| 1979 | Good Morning, Taipei             |                  |                          |
| 1979 | All's Well that Does Well        |                  |                          |
| 1980 | Sai Fung Dik Ku Heung            |                  |                          |
| 1980 | The Spooky Bunch                 |                  |                          |
| 1980 | Cute Girl                        |                  | aka Lovable You          |
| 1980 | Don't Forget the Promise         |                  |                          |
| 1980 | Spring in Autumn                 |                  |                          |
| 1980 | Burning Love                     |                  |                          |
| 1980 | Love Comes from the Sea          |                  |                          |
| 1981 | Errant Love                      |                  |                          |
| 1981 | My Cape of Many Dreams           |                  |                          |
| 1981 | Another Spring                   |                  | aka Once Again with Love |
| 1981 | Bang Bang Yat Chun Sam           |                  |                          |
| 1981 | The Funniest Movie               |                  |                          |
| 1981 | Undated Wedding                  |                  |                          |
| 1981 | Fung Kwong Sai Kai               |                  |                          |
| 1981 | The Land of the Brave            |                  |                          |
| 1981 | Special Treatment                |                  |                          |
| 1981 | Cheerful Wind                    |                  |                          |
| 1981 | Lucky By Chance                  |                  |                          |
| 1982 | Crimson Street                   |                  |                          |
| 1982 | Six is Company                   |                  |                          |
| 1982 | The Green, Green Grass of Home   |                  |                          |
| 1982 | Ye Sing Dik Ching Chun           |                  |                          |
| 1983 | Let's Make Laugh                 |                  |                          |
| 1984 | Prince Charming                  |                  |                          |
| 1984 | And Now What's Your Name         |                  |                          |
| 1984 | The Funny General                |                  |                          |
| 1984 | Shanghai Blues                   |                  |                          |
| 1985 | The Flying Mr. B                 |                  |                          |
| 1986 | Strange Bedfellow                |                  |                          |
| 1986 | 100 Ways to Murder Your Wife     |                  |                          |
| 1986 | Millionaire's Express            | Fook Loi         |                          |
| 1987 | To Err is Humane                 |                  |                          |
| 1987 | Armour of God                    | Band member      |                          |
| 1987 | Reincarnation                    |                  |                          |
| 1987 | My Cousin, the Ghost             |                  |                          |
| 1987 | My Heart is that Eternal Rose    |                  |                          |
| 1987 | Project A Part II                |                  |                          |
| 1987 | The Happy Bigamist               |                  |                          |
| 1988 | Mr. Possessed                    |                  |                          |
| 1988 | One Husband Too Many             |                  |                          |
| 1988 | 18 Times                         |                  |                          |
| 1988 | Spy Games                        |                  |                          |
| 1989 | Happy Together                   |                  |                          |
| 1989 | A Fishy Story                    |                  |                          |
| 1989 | Burning Sensation                |                  |                          |
| 1989 | City Squeeze                     |                  |                          |
| 1989 | Bachelor's Swan Song             |                  |                          |
| 1989 | Hearts No Flowers                |                  |                          |
| 1989 | Miracles                         |                  | cameo                    |
| 1989 | My Heart Is That Eternal Rose    |                  |                          |
| 1990 | BB30                             |                  |                          |
| 1991 | Sisters of the World Unite       |                  |                          |
| 1991 | Mainland Dundee                  |                  |                          |
| 1991 | Top Bet                          |                  |                          |
| 1991 | Today's Hero                     |                  |                          |
| 1991 | Fist of Fury 1991                | Smart            |                          |
| 1992 | Fist of Fury 1991 II             |                  |                          |
| 1992 | Mary from Beijing                |                  | aka Awakening            |
| 1992 | Once a Black Sheep               |                  |                          |
| 1992 | Saviour of the Soul              | Siu-Chuen        |                          |
| 1992 | The Ape which Turned into a Man  |                  |                          |
| 1993 | The Eagle Shooting Heroes        | Wong Chung-Yeung |                          |
| 1993 | The Tigers: the Legend of Canton |                  |                          |
| 1993 | Rose, Rose I Love You            |                  |                          |
| 1993 | The Moon Warriors                | Emperor Yen Ling |                          |
| 1995 | Ten Brothers                     |                  |                          |
| 1995 | The Chinese Feast                | Kit              |                          |
| 1996 | What a Wonderful Life            |                  |                          |
| 1996 | Twinkle, Twinkle Lucky Star      |                  |                          |
| 1998 | Ninth Happiness                  |                  |                          |
| 2000 | Healing Hearts                   |                  |                          |
| 2002 | Happy Family                     | Mr Han           |                          |
| 2002 | Troublesome Night 16             | Sung Kong        |                          |
| 2004 | Super Model                      |                  |                          |
| 2004 | Elixir of Love                   |                  |                          |
| 2004 | Leave Me Alone                   |                  |                          |
| 2005 | Initial D                        | Yuichi Tachibana |                          |
| 2005 | A Chinese Tall Story             |                  |                          |
| 2006 | Shanghai Red                     |                  |                          |
| 2006 | The Return of the Condor Heroes  | Gongsun Zhi      |                          |
| 2007 | It's a Wonderful Life            |                  |                          |
| 2010 | Just Another Pandora's Box       |                  |                          |
| 2010 | Shanghai Blue                    |                  |                          |
| 2011 | Mr. Zhai                         |                  |                          |
| 2011 | A Land without Boundaries        |                  |                          |
| 2011 | East Meets West 2011             |                  |                          |
| 2012 | 100% Kiss                        |                  |                          |
| 2012 | Together                         |                  |                          |
| 2013 | The Rooftop                      |                  |                          |
| 2013 | Traversal 101                    |                  |                          |
| 2013 | Star of Bethlehem                |                  |                          |

## Discografía

### Álbumes en cantonés
- 閃閃星辰 - 1980
- 不可以不想你 - 1981
- 說愛就愛 - 1983
- 要是有緣 - 1983
- 我行我素 - 1984.07
- 鍾鎮濤精選 (Collection) - 1984
- 痴心的一句 - 1985.01
- 鍾鎮濤(淚之旅) - 1985.09
- 鍾鎮濤(Trip Mix): 淚之旅/太多考驗 (12" Single Mix) - 1985
- 情變 - 1986.05
- 鍾鎮濤(Trip Mix II): 香腸、蚊帳、機關槍/原諒我 (12" Single Mix) - 1986
- 最佳鍾鎮濤 (New Song + Collection) - 1986
- 寂寞 - 1987.03
- 聽濤 - 1987.10
- 晴 - 1988.05
- 情有獨鍾 (New Songs + Collection) - 1988.10
- 人潮內... 我像獨行 - 1989.03
- 看星的日子 - 1989
- B歌 (Collection, distributed in Singapore) - 1989
- 鍾鎮濤 (3" CD, Collection) - 1990
- 不死鳥 - 1990
- 仍是真心 - 1992.08
- 全部為你 - 1993
- 鍾鎮濤金曲精選 (2 Discs, Collection) - 1993.12
- 88極品音色系列: 鍾鎮濤 Kenny Bee (Collection) - 1997.07
- B計劃 (2 Discs, New Songs + Collection) - 1998.03
- B歌集 (2 Discs, Collection) - 1998.07
- 鍾鎮濤dCS聲選輯 (Collection) - 2000.02
- 俠骨仁心原聲專輯 - 2001.04.20
- 真經典鍾鎮濤 (Collection) - 2001.07.27
- 還有你 (2 Discs, Collection) - 2002.08.22
- 濤出新天 - 2006.12.29
- 佛誕吉祥 - 2009

### Álbumes en mandarín
- 我的伙伴 - 1979.05.09
- 早安台北 - 1979.08.20
- 白衣少女 - 1980
- 鍾鎮濤專輯 (Collection) - 1981
- 鍾鎮濤(阿B) (Mandarin/Cantonese) - 1982
- 表錯七日情(國) (Mandarin/Cantonese) - 1983
- 哦！寶貝‧為甚麼 - 1983
- 詩人與情人 - 1989.02
- 捨不得•這樣的日子 - 1989
- 捨不得 - 1990
- 飄 - 1990.09
- 活出自己 - 1991.06
- 我的世界只有你最懂 - 1992.06
- 祝你健康快樂 - 1993.09
- 情人的眼睛 (Collection) - 1994.02
- 簡簡單單的生活 - 1994
- 情歌對唱集(寂寞) (with Teresa Cheung, Mandarin/Cantonese) - 1995.05
- 痴心愛你 - 1995.06
- 男人 - 2004.02.16

### Álbumes en inglés
- Why Worry - 1997